# Брюссельский свободный университет
Брюссельский свободный университет (фр. Université Libre de Bruxelles) — светский университет, основанный в Брюсселе в 1834 году. Создание университета являлось реакцией на католическое господство в бельгийском образовании. В 1970 году университет разделился на два отдельных университета:
- Брюссельский свободный университет (франкоязычный)
- Брюссельский свободный университет (нидерландскоязычный).

## Брюссельский свободный университет (до 1970)

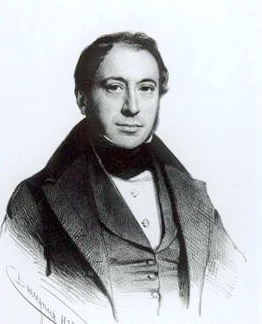
Пьер-Теодоре Верхаген, масон и один из основателей и ректор университета

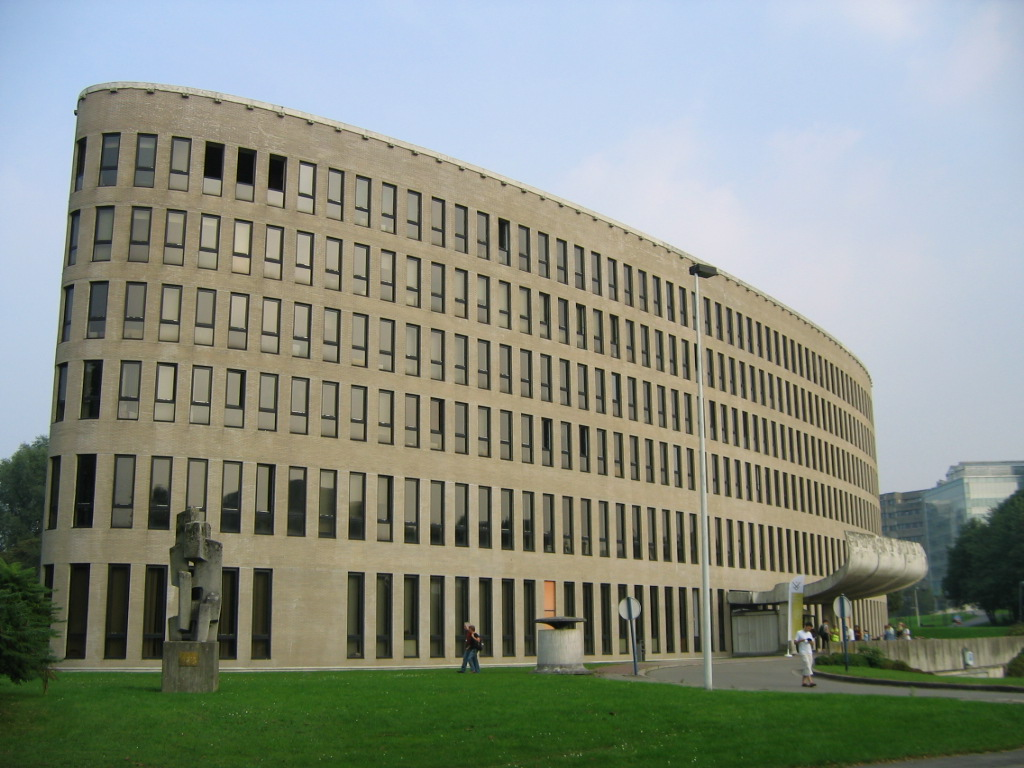
Брюссельский нидерландскоязычный свободный университет после отделения был переведён в новый кампус

В ответ на основание католической церковью Бельгийского католического университета 8 ноября 1834 года, многие признали необходимость светского противовеса новому католическому университету. Собрав достаточное количество денежных средств, в том числе с помощью масонов, во главе с Пьером-Теодором Верхагеном и Огюстом Бароном, светский университет в Брюсселе был открыт 20 ноября 1834 года. Дата открытия Брюссельского свободного университета отмечается до настоящего времени. После открытия университет столкнулся с финансовыми трудностями. Не получая субсидий или грантов от правительства, он существовал только на средства, поступающие от ежегодных мероприятий по сбору пожертвований и плату за обучение. Верхаген, ставший профессором, а затем и ректором нового университета, заявил о миссии университета, которую резюмировал в речи королю Леопольду I: принцип «свободного исследования» и академической свободы, без влияния какого-либо политического или религиозного авторитета. С 1935 года некоторые курсы преподавались как на французском, так и на нидерландском языках, но только с 1963 года все факультеты начали проводить курсы на обоих языках.
Футбольная команда университета завоевала бронзовую медаль на летних Олимпийских играх 1900 года.

### ПерваяиВтораямировые войны

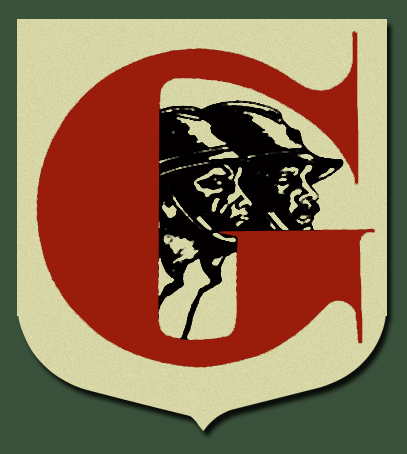
Эмблема группы G

С 1914 по 1918 год занятия в университете были приостановлены и возобновились только 22 января 1919 года.
«Скорее, чтобы погибнуть, чем уступить… это произошло бы само по себе, если принять цензуру. То, что характеризует наш университет, что даёт ему своё единственное или, по крайней мере, его истинное величие, — это свобода мысли и свобода слова» — такие слова произнёс Поль Хегер, заместитель председателя совета директоров, в ответ на попытки немецких оккупационных властей подчинить себе университетское образование.
В ноябре 1941 года, под немецкой оккупацией, университет предпочитает свернуть работу, закрыв свои двери, чем принять фламандских профессоров, навязанных нацистами. Студенты и профессора отправляются в другие бельгийские университеты, но некоторые преподаватели продолжают проводить подпольные занятия. Преподаватели и ученики проводят кампанию по сопротивлению, в том числе создают группу G, состоящую из инженеров, которые осуществляют технический саботаж и диверсии на системах электростанций и высоковольтной сети, что серьёзно осложняет работу отраслей, реквизированных Германией для военного производства. Группа Юры Лившица из этого университета сорвала нацистский конвой, освободив более двух сотен евреев. 
Освобождение Брюсселя в сентябре 1944 года позволяет постепенно восстановить занятия в университете.

### Разделение университета

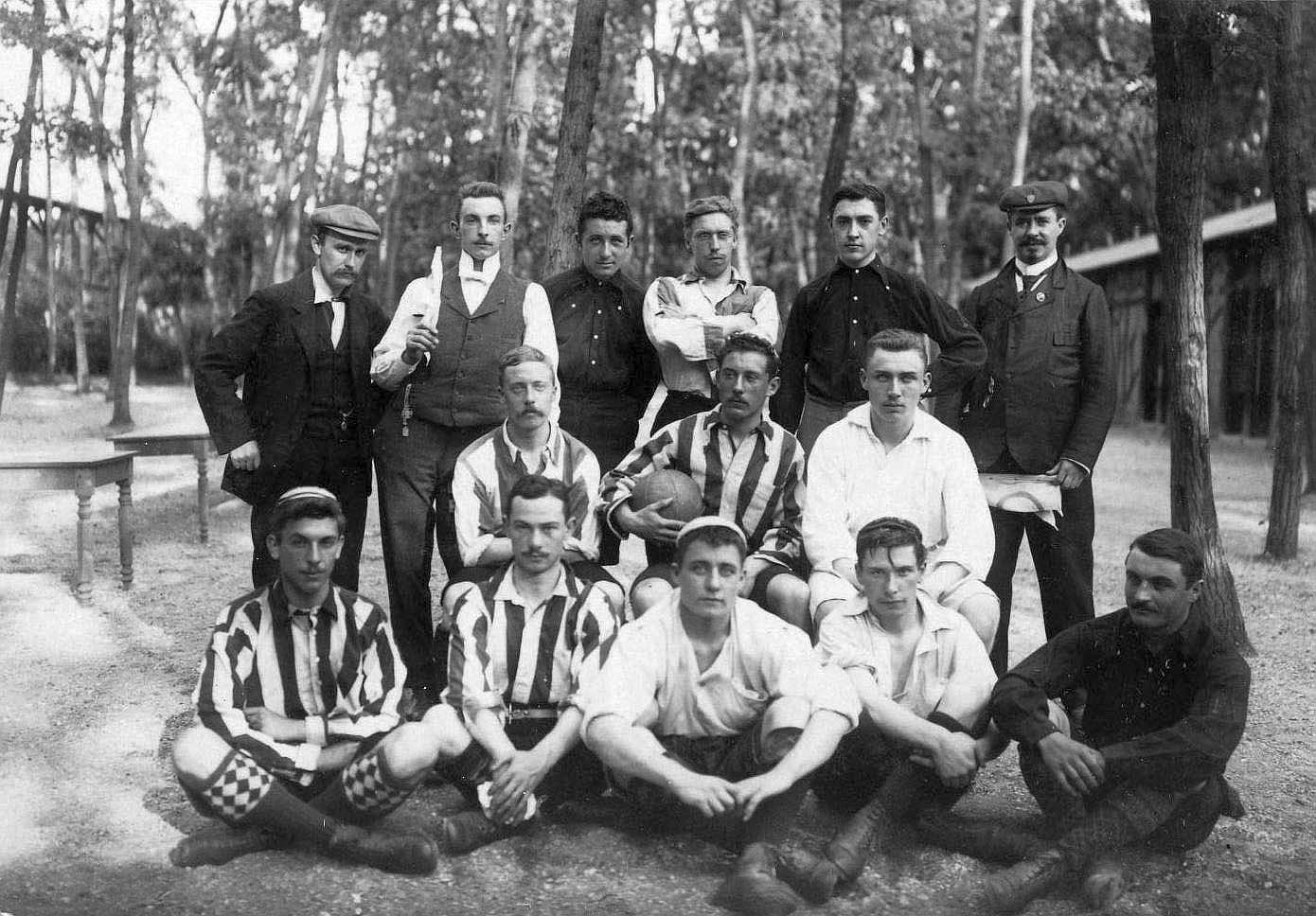
Бельгийская футбольная команда из студентов Брюссельского университета — 1900 год.

В XIX веке обучение в университете велось исключительно на французском языке, языке высшего класса в Бельгии в то время. Однако уступая требованиям нидерландскоязычного населения Бельгии, некоторые курсы начали вести на нидерландском языке уже в 1935 году. Тем не менее, только в 1963 году все факультеты начали вести преподавание всех курсов на нидерландском языке. 1 октября 1969 года университет был окончательно разделён на два: франкоязычный университет (Libre de Bruxelles) и нидерландскоязычный университет (Vrije Universiteit Brussel). Это разделение было официально оформлено законом от 28 мая 1970 года, принятым бельгийским парламентом, вследствие которого новые университеты стали двумя отдельными юридическими лицами.
После окончательного разделения в 1970 году Брюссельского свободного университета на два независимых университета: франкоязычный и нидерландскоязычный, каждый из которых получил свою систему кампусов.

## Брюссельский свободный университет (франкоязычный)
Франкоязычный университет расположен в трёх основных кампусах: кампусе Солбош в Икселе и Брюсселе, кампусе Плейн в Икселе и кампусе Erasmus в Андерлехте.
Основной кампус — Солбош, в котором находятся администрация и общие службы университета. Здесь также размещена большая часть факультетов гуманитарных наук, политехническая школа, большая библиотека гуманитарных наук, музей зоологии, галерея современного искусства и музей Мишеля де Гельдерода.
В кампусе Плейн, располагающемся в Икселе, находится факультет естественных наук и фармацевтический факультет, здесь расположены физические и химические лаборатории, музей лекарственных растений и фармации, а также студенческие общежития.
В кампусе Erasmus находятся медицинский факультет и клиника, школа общественного здравоохранения, школа медсестёр, музей медицины и Музей анатомии человека и эмбриологии.
Биопарк университета, расположенный в окрестностях Шарлеруа, является базой института биологии и молекулярной медицины, института медицинской иммунологии, лаборатории биотехнологии растений, центр мультимедийных исследований, биотехнологический инкубатор и центр комплексной вакцинации в Валлонии — Центр иммунного здоровья.

### Факультеты, институты и школы
- Факультет искусств, перевода и коммуникации
  - Кафедра языков и писем
  - Кафедра перевода и толкования
  - Кафедра информатики и связи
- Факультет права и криминологии
  - Юридический факультет
  - Школа криминологии
- Факультет философии и социальных наук
  - Кафедра философии, этики и религиоведения
  - Кафедра политологии
  - Кафедра социальных наук и наук о труде
  - Кафедра истории, искусств и археологии
- Факультет «Брюссельская школа экономики и менеджмента»
- Институт европейских исследований
  - Секция экономики
  - Секция юриспруденции
  - Секция политики
  - Секция истории и культуры
- Факультет психологических наук и образования
- Факультет естественных наук
  - Кафедра информатики
  - Кафедра биологии
    - Кафедра биологии организмов
    - Кафедра молекулярной биологии

  - Кафедра химии
  - Кафедра географии
  - Кафедра математики
  - Кафедра физики
  - Отдел наук о Земле и окружающей среды
  - Межфакультетская школа биоинженеров
  - Институт экологического менеджмента и пространственного планирования
- Медицинский факультет
- Школа общественного здравоохранения
- Факультет спортивной физической терапии и реабилитации
- Факультет фармации
- Политехническая школа Брюсселя
  - Межфакультетская школа биоинженерии
- Факультет архитектуры

Также под патронажем университета находится:
- Школа медсестер и акушерок

### Система музеев университета
Университетские музеи, расположенные в различных кампусах, объединены в сеть музеев, которая объединяет 13 университетских музеев, расположенных в четырёх университетских городках Брюсселя (Аудергем, Эразм, Плейн, Солбош) и двух сайтах Валлонии (Шарлеруа-Партенвилль, Трейнь). К этим музеям следует добавить коллекции университетов, которые недоступны для общего доступа (библиотека географических карт, коллекция старых электрических инструментов, гипсовые слепки, нумизматическая коллекция и тому подобные):
- Центр научной культуры ULB в Шарлеруа-Партенвилле
- Центр исследований и технологических исследований изобразительного искусства
- Экомузей Вироина
- Музей экспериментальной физики
- Музей экспериментальной химии
- Ботанический сад Жан Массар
- Музей библиотеки Мишеля де Гельдерода
- Музей анатомии человека и эмбриологии
- Музей медицины
- Музей лекарственных растений и фармации
- Музей зоологии
- Галерея современного искусства
- Музей минералогии.

### Привилегированные партнёры
Университет имеет ограниченное число «привилегированных партнёров» среди иностранных учебных заведений. Этот выбор основан, с одной стороны, на качестве этих научных и учебных заведений, а с другой — на международных стратегических ориентациях партнёров:
- Университет Васэда (Япония)
- Кембриджский университет (Великобритания)
- Оксфордский университет (Великобритания)
- Университет Пьера и Марии Кюри (Франция)
- Калифорнийский университет (США)
- Монреальский университет (Канада)
- Фуданьский университет (Китай)
- Университет Британской Колумбии (Канада)
- Коллеж де Франс (Франция).